# 布袋尾
布袋尾，是臺灣臺南市關廟區的一個傳統地域名稱，位於該區西南端。相較於今日行政區，其範圍大致為布袋里西南半部不含西南端凸出部分。

## 歷史
台灣日治初期，布袋尾地區為一（舊制）街庄，稱為「布袋尾庄」，隸屬於崇德西里。該庄西北及北與深坑仔庄為鄰，東及東南與龜洞庄為鄰，西南邊隔二層行溪（今二仁溪）與阿嗹庄、石案潭庄為界，西邊為大苓庄。
1901年（日治明治三十四年）11月，全台設置二十廳，該庄隸屬於臺南廳。1903年（明治三十六年）6月，該庄編入「崇德區」，隸屬於臺南廳。1909年（明治四十二年）10月，合併二十廳為十二廳，崇德區仍隸屬於臺南廳。1920年（大正九年），廢十二廳改設五州二廳，該庄改制為「布袋尾」大字，隸屬於臺南州新豐郡關廟庄（新制街庄）。
戰後關廟庄改制為關廟鄉，隸屬於臺南縣，大字亦改制為村。1950年雲、嘉、南分治，關廟鄉仍隸屬於臺南縣。2010年12月25日，因臺南縣市合併為直轄市臺南市，關廟鄉改制為關廟區，村亦改制為里。

## 聚落
本地區發展較早的聚落為龞亢仔，在日治期初期的官方地圖上已有記載。此外，本地區尚有布袋尾、三塊厝、灣仔等聚落。

## 交通
區道南352線是十三甲至龜洞的道路。

## 運動休閒
- 南一高爾夫球場（南側大半部）